# Maljević
Maljević (cyr. Маљевић) – wieś w Serbii, w okręgu kolubarskim, w gminie Mionica. W 2011 roku liczyła 315 mieszkańców.